# Triplectides ciuskus
Triplectides ciuskus là một loài Trichoptera trong họ Leptoceridae. Chúng phân bố ở miền Australasia.